# 直播上海 (东方卫视)
《直播上海》，是东方卫视曾有的一节新闻节目，每周一至周五（春节除外）晚上21:25在东方卫视播出。
《直播上海》的前身是《上海卫视新闻》，1998年10月1日随上海卫视开播而开播，2003年10月23日，随着上海卫视更名为东方卫视，《上海卫视新闻》更名为《直播上海》。2005年，《直播上海》与《今日新观察》两档节目整合至《东方夜新闻》。2014年3月17日，《直播上海》在东方卫视恢复播出。
《直播上海》的节目内容基本上是《新闻报道》的上海新闻部分。
2017年4月3日，该节新闻与已暂停播映的《子午线》合并为新的《东方夜新闻》。